# Xanthoepalpus laetus
Xanthoepalpus laetus är en tvåvingeart som beskrevs av Wulp 1892. Xanthoepalpus laetus ingår i släktet Xanthoepalpus och familjen parasitflugor. Inga underarter finns listade i Catalogue of Life.